# W. Versluys (uitgeverij)
W. Versluys was een Nederlandse uitgeverij, die heeft bestaan van 1875 tot 1997.
De oprichter was Willem Versluys (1851-1937). In 1997 is de uitgeverij voortgezet als onderdeel van NijghVersluys Baarn, dat in 2009 onderdeel werd van ThiemeMeulenhoff.

## Geschiedenis
Willem Versluys (1851-1937) begon in 1875 als boekhandelaar-uitgever in Groningen. In 1882 werd de uitgeverij verplaatst naar Amsterdam.
De uitgeverij is lange tijd gehuisvest geweest in de Tweede Oosterparkstraat 223. 
Al snel begon Versluys met het uitgeven van werken van de Tachtigers, bijv. Grassprietjes door Cornelis Paradijs (pseudoniem van Frederik van Eeden) in 1885. Ook De Nieuwe Gids werd vanaf de oprichting in 1885 bij Versluys uitgegeven. 
Vele jaren was Versluys de huisuitgeverij van de toenmalige nieuwe garde in  de literatuur. Zo publiceerden naast Van Eeden ook Albert Verwey en Willem Paap bij Versluys. 
Het vermoeden bestaat dat vooral de vrouw van Willem Versluys, Annette Versluys-Poelman, belangstelling had voor de vernieuwende dichters en schrijvers. Toen de zoon S. Versluys in de jaren twintig van de twintigste eeuw de uitgeverij overnam, werd het accent van de uitgave van literatuur verlegd naar het meer winstgevende uitgeven van schoolboeken.

## Natuur
Versluys was ook de uitgever van veel werken van Eli Heimans en Jac. P. Thijsse. Hun eerste gezamenlijke serie - Van vlinders, bloemen en vogels, werd bijvoorbeeld vele jaren door Versluys uitgegeven (van 1894 tot in de jaren twintig van de twintigste eeuw). Ook de eerste drukken van Het vogeljaar verschenen bij Versluys.
Vanaf 1899 tot 1994 gaf Versluys de Heimans, Heinsius en Thijsse's geïllustreerde flora van Nederland uit.
Versluys verzorgde ook de uitgave van zowel het tijdschrift De Levende Natuur als de boekenserie Bibliotheek van “De Levende Natuur”.